# Nos vemos en otra vida
Nos vemos en otra vida es una serie española de televisión por internet de suspenso y drama criminal creada por Jorge y Alberto Sánchez-Cabezudo para Disney+, basada en el libro Nos vemos en esta vida o en la otra de Manuel Jabois. Está protagonizada por Roberto Gutiérrez, Quim Ávila, Pol López, Tamara Casellas y Mourad Ouani. Tiene previsto su estreno en Disney+ para el 6 de marzo de 2024.

## Trama
La serie cuenta la historia de Gabriel Montoya Vidal (Roberto Gutiérrez y Quim Ávila), alias "Baby", quien con 16 años fue el primer condenado por los atentados del 11 de marzo de 2004.

## Reparto
- Roberto Gutiérrez como Gabriel Montoya Vidal "Baby"
- Quim Ávila como Gabriel Montoya Vidal "Baby" adulto
- Pol López como Emilio Trashorras
- Tamara Casellas como la madre de Baby
- Mourad Ouani como "El Chino"
- Nacho Becerril como Jimmy

## Lista de capítulos
| N.º | Título        | Dirigido por           | Escrito por                                                                                                   | Fecha de lanzamiento original |
| --- | ------------- | ---------------------- | --- | ----------------------------- |
| 1   | «Baby»        | Jorge Sánchez-Cabezudo | Argumento: Jorge Sánchez-Cabezudo, Alberto Sánchez-Cabezudo y Guillermo Chapa Guión: Pablo Remón              | 6 de marzo de 2024            |
| 2   | «Sagitario»   | Jorge Sánchez-Cabezudo | Argumento: Jorge Sánchez-Cabezudo, Alberto Sánchez-Cabezudo y Guillermo Chapa Guión: Daniel Remón             | 6 de marzo de 2024            |
| 3   | «La línea»    | Borja Soler            | Argumento: Jorge Sánchez-Cabezudo, Alberto Sánchez-Cabezudo y Guillermo Chapa Guión: Roberto Martín Maiztegui | 6 de marzo de 2024            |
| 4   | «El corredor» | Jorge Sánchez-Cabezudo | Argumento: Jorge Sánchez-Cabezudo, Alberto Sánchez-Cabezudo y Guillermo Chapa Guión: Roberto Martín Maiztegui | 6 de marzo de 2024            |
| 5   | «El silencio» | Jorge Sánchez-Cabezudo | Argumento: Jorge Sánchez-Cabezudo, Alberto Sánchez-Cabezudo y Guillermo Chapa Guión: Pablo Remón              | 6 de marzo de 2024            |
| 6   | «La maruca»   | Jorge Sánchez-Cabezudo | Argumento: Jorge Sánchez-Cabezudo, Alberto Sánchez-Cabezudo y Guillermo Chapa Guión: Pablo Remón              | 6 de marzo de 2024            |

## Producción
El 25 de enero de 2024, Disney+ anunció por sorpresa su nueva serie española, Nos vemos en otra vida, centrada alrededor de los atentados del 11 de marzo de 2004, que fue creada por Jorge y Alberto Sánchez-Cabezudo. Roberto Gutiérrez, Quim Ávila, Pol López, Tamara Casellas y Mourad Ouani fueron anunciados como los actores protagonistas. La serie fue dirigida por Jorge y Borja Soler, y escrita por los Sánchez-Cabezudo junto a Pablo y Daniel Remón, Roberto Martín Maiztegui, y Guillermo Chapa. La serie fue rodada entre Madrid y Asturias en verano de 2023.

## Lanzamiento
El 25 de enero de 2024, junto con el primer anuncio de la existencia de la serie, Disney+ sacó el primer tráiler de Nos vemos en otra vida y programó su estreno para el 6 de marzo de 2024.

## Recepción
Nos vemos en otra vida fue aclamada por la crítica. Pedro Zárate de Vertele apreció que la serie "prefiere exponer antes que juzgar" y que "los primeros compases invitan a pensar que aquí no hay material para seis capítulos [...] la historia se va haciendo más grande y, con ella, también la propia serie, que va ganando enteros y haciendo gala de una notable solidez en guion". Borja García Tejero de Butaca y Butacón le dio a la serie cinco estrellas de cinco, diciendo que los hermanos Jorge y Alberto Sánchez-Cabezudo "han creado una serie magnífica [...] Aquí no hay imágenes escabrosas, al contrario" y que "estamos ante un trabajo reflexivo", además de elogiar las interpretaciones de Roberto Gutiérrez y Quim Ávila como 'Baby', concluyendo que "la labor de los hermanos Cabezudo vuelve a quedar impoluta [...] [la serie] tiene el sello de dos de los mejores creadores de la ficción nacional y que convierten en oro puro todo lo que tocan". Noé R. Rivas de Mindies elogió el enfoque narrativo de la serie, diciendo que "lejos de adoptar un tono moralizante o sensacionalista, la serie se limita a exponer los hechos con una objetividad casi clínica" y que "se aleja de la narrativa tradicional del cine y la televisión, que suele tender puentes hacia la empatía y la comprensión de los protagonistas, por muy turbios que sean sus actos", además de elogiar en especial "su capacidad para abordar temas profundos y complejos sin caer en simplismos ni dar lecciones morales" y añadir que la serie "se erige como una propuesta valiente, madura y necesaria".